# San Isidro de Patulú
San Isidro de Patulú ist eine Ortschaft und eine Parroquia rural („ländliches Kirchspiel“) im Kanton Guano der ecuadorianischen Provinz Chimborazo. Die Parroquia besitzt eine Fläche von 78,46 km². Die Einwohnerzahl lag im Jahr 2010 bei 4744.

## Lage
Die Parroquia San Isidro de Patulú liegt in Zentral-Ecuador an der Südwestflanke des Culicasanza. Das Verwaltungsgebiet liegt in Höhen zwischen 2800 m und 4330 m. Die Parroquia reicht im Südwesten und im Süden nicht ganz bis zum Río Guano hinab. 15 km weiter nordwestlich erhebt sich der Vulkan Chimborazo. Der 3000 m hoch gelegene Hauptort befindet sich 5,5 km westnordwestlich vom Kantonshauptort Guano.
Die Parroquia San Isidro de Patulú grenzt im Norden an die Provinz Tungurahua mit den Parroquias Yanayacu und Rumipamba (beide im Kanton Quero), 
im Nordosten an die Parroquias Santa Fé de Galán und Valparaíso, im Südosten an das Municipio von Guano sowie im Südwesten, im Westen und im Nordwesten an die Parroquia San Andrés.

## Orte und Siedlungen
In der Parroquia gibt es folgende Barrios: Barrio Central, San Rafael, 15 de Mayo und La Delicia. Ferner gibt es folgende Comunidades: Asaco, Cochapamba, Chocaví Central, Chocaví Chico, San Vicente de Igualata, La Josefina, San Vicente de Liguinde, Pichan Central, Pichan Grande, Pichan San Carlos, Pulug, San Antonio de Tumbo, San Francisco, Santa Lucia de Tembo, Santa Rosa und Tutupala.

## Geschichte
Ursprünglich hieß der Ort "Patulú Guayco" und gehörte zur Parroquia San Andrés. Die Parroquia San Isidro de Patulú wurde am 27. Januar 1894 gegründet.